# Terra de Lemos
Die Comarca Terra de Lemos ist eine der 13 Comarcas der spanischen Provinz Lugo in der Autonomen Gemeinschaft Galicien.

## Geografie
Das Gebiet der Comarca liegt im Süden der Provinz Lugo und grenzt dort an die folgende Provinz Galiciens und Comarcas innerhalb der Provinz Lugo:
|          | Sarria                                      |         |
| Chantada | Kompassrose, die auf Nachbargemeinden zeigt | Quiroga |
|          | Provinz Ourense                             |         |

## Gliederung
Die Comarca umfasst sechs Gemeinden (spanisch Municipios; galicisch Concellos) mit einer Fläche von 940,48 km², was 9,54 % der Fläche der Provinz Lugo und 3,18 % der Fläche Galiciens entspricht.
| Gemeinde               | Einwohner (2024) | Fläche km² | Dichte Einw./km² | Cod INE | Postleitzahl |
| ---------------------- | ---------------- | ---------- | ---------------- | ------- | ------------ |
| Bóveda                 | 1.409            | 91,11      | 15               | 27008   | 27340        |
| Monforte de Lemos      | 18.560           | 199,52     | 93               | 27031   | 27400        |
| Pantón                 | 2.340            | 143,24     | 16               | 27041   | 27430        |
| A Pobra do Brollón     | 1.619            | 176,71     | 9                | 27047   | 27330        |
| O Saviñao              | 3.488            | 196,55     | 18               | 27058   | 27540        |
| Sober                  | 2.129            | 133,35     | 16               | 27059   | 27460        |
| Comarca Terra de Lemos | 29.545           | 940,48     | 31               | –       | –            |